# Canoparmelia alabamensis
Canoparmelia alabamensis är en lavart som först beskrevs av Hale & McCull., och fick sitt nu gällande namn av Elix. Canoparmelia alabamensis ingår i släktet Canoparmelia och familjen Parmeliaceae.   Inga underarter finns listade i Catalogue of Life.